# Rally Reino de León de 2023
El Rally Reino de León de 2023 fue la tercera edición y la cuarta ronda de la temporada 2023 de la Copa de España de Rallyes de Tierra. Fue también puntuable para la Clio Trophy y el Desafío Kumho. Se celebró del 2 al 3 de junio y contó con un itinerario de once tramos que suman un total de 108,6 km cronometrados.

## Itinerario
| Día   | Tramo | Nombre             | Distancia | Hora  | Ganador              | Tiempo    | Líder                |
| ----- | ----- | ------------------ | --------- | ----- | -------------------- | --------- | -------------------- |
| Día 1 | TC1   | Lorenzana          | 9.51 km   | 18:58 | Joan Vinyes          | 4:23.9    | Joan Vinyes          |
| Día 1 | TC2   | Lorenzana-Sariegos | 7.05 km   | 19:16 | Oriol Gómez          | 3:48.1    | Oriol Gómez          |
| Día 2 | TC3   | Lorenzana          | 9.51 km   | 08:33 | Joan Vinyes          | 4:18.3    | Joan Vinyes          |
| Día 2 | TC4   | Azadinos           | 15.07 km  | 09:03 | Joan Vinyes          | 10:34.6   | Joan Vinyes          |
| Día 2 | TC5   | Lorenzana          | 9.51 km   | 11:08 | Juan Carlos Quintana | 4:11.3    | Joan Vinyes          |
| Día 2 | TC6   | Azadinos           | 15.07 km  | 11:38 | Joan Vinyes          | 9:52.4    | Joan Vinyes          |
| Día 2 | TC7   | Lorenzana-Sariegos | 7.05 km   | 14:01 | Joan Vinyes          | 3:42.5    | Joan Vinyes          |
| Día 2 | TC8   | Cuadros            | 13.68 km  | 14:30 | Juan Carlos Quintana | 8:14.5    | Juan Carlos Quintana |
| Día 2 | TC9   | Lorenzana-Sariegos | 7.05 km   | 16:45 | Cancelado            | Cancelado | Juan Carlos Quintana |
| Día 2 | TC10  | Cuadros            | 13.68 km  | 17:14 | Juan Carlos Quintana | 8:48.2    | Juan Carlos Quintana |
| Día 2 | TC11  | León               | 1.48 km   | 19:08 | Xavi Vidales         | 1:15.4    | Juan Carlos Quintana |

## Clasificación final
| Pos. | Piloto                | Copiloto          | Automóvil              | Tiempo         | Diferencia |
| ---- | --------------------- | ----------------- | ---------------------- | -------------- | ---------- |
| 1.   | Juan Carlos Quintana  | Javier Martínez   | Škoda Fabia Rally2 evo | 59:24.9        | 0.0        |
| 2.   | Joan Vinyes           | Jordi Mercader    | Hyundai i20 N Rally2   | 59:49.4        | +24.5      |
| 3.   | Xavi Vidales          | Jordi Hereu       | Škoda Fabia R5         | 1:00:57.2      | +1:32.3    |
| 4.   | Daniel Alonso         | Pablo Sánchez     | Citroën C3 Rally2      | 1:01:41.2      | +2:16.3    |
| 5.   | Félix Macías          | Alejandro Portela | Škoda Fabia N5         | 1:02:01.8      | +2:36.9    |
| 6.   | José Luis García      | Dani Cué          | Škoda Fabia Rally2 evo | 1:02:45.0      | +3:20.1    |
| 7.   | Juan Gerardo Guerrero | Felipe Carpio     | Citroën C3 Rally2      | 1:02:54.4 0:40 | +3:29.5    |
| 8.   | Marcos Canedo         | Carla Salvat      | Peugeot 208 N5         | 1:03:12.1      | +3:47.2    |
| 9.   | Juan Pablo Castro     | Juan José Leal    | Škoda Fabia R5         | 1:04:11.9 0:10 | +4:47.0    |
| 10.  | Gil Membrado          | Manel Muñoz       | Ford Fiesta Rally4     | 1:06:32.7      | +7:07.8    |